# Dolichoderus cornutus
Dolichoderus cornutus é uma espécie de formiga do gênero Dolichoderus.